# Station Salmchâteau
Station Salmchâteau is een voormalige spoorweghalte langs spoorlijn 42 bij het dorp Salmchâteau in de gemeente Vielsalm.

## Aantal instappende reizigers
De grafiek en tabel geven het gemiddeld aantal instappende reizigers weer op een week-, zater- en zondag.
| Tabel: aantal instappende reizigers station Salmchâteau | Tabel: aantal instappende reizigers station Salmchâteau | Tabel: aantal instappende reizigers station Salmchâteau | Tabel: aantal instappende reizigers station Salmchâteau |
|                                                         | Weekdag                                                 | Zaterdag                                                | Zondag                                                  |
| ------------------------------------------------------- | ------------------------------------------------------- | ------------------------------------------------------- | ------------------------------------------------------- |
| 1977                                                    | 40                                                      | 12                                                      | 22                                                      |
| 1978                                                    | 36                                                      | 9                                                       | 6                                                       |
| 1979                                                    | 42                                                      | 25                                                      | 15                                                      |
| 1980                                                    | 42                                                      | 19                                                      | 17                                                      |
| 1981                                                    | 39                                                      | 13                                                      | 11                                                      |
| 1982                                                    | 48                                                      | 21                                                      | 20                                                      |
| 1983                                                    | 41                                                      | 12                                                      | 12                                                      |

0,0: Rivage ·
0,9: Liotte ·
5,7: Martinrive ·
8,2: Aywaille ·
11,4: Remouchamps ·
13,4: Nonceveux ·
17,0: Quarreux ·
19,0: Lorcé-Chevron ·
21,4: Stoumont ·
27,4: La Gleize ·
30,4: Roanne-Coo ·
32,6: Coo ·
34,8: Trois-Ponts ·
40,7: Grand-Halleux ·
45,7: Rencheux ·
46,7: Vielsalm ·
48,3: Salmchâteau ·
51,4: Cierreux ·
54,2: Bovigny ·
58,1: Gouvy